# Transatlantsko trgovinsko i investicijsko partnerstvo
Transatlantsko trgovinsko i investicijsko partnerstvo (skraćeno TTIP, engleski: Transatlantic Trade and Investment Partnership) je predloženi sporazum o slobodnoj trgovini između Europske unije i SAD-a u užem smislu, a uključuje i države kao što su: Kanada, Meksiko te zemlje kandidatkinje za ulazak u EU te članice EFTE.
Zagovornici tvrde da je namjera Sporazuma osigurati gospodarski rast, dok protivnici tvrde da će sporazum dodatno povećati moć krupnoga kapitala i otežati vladama da reguliraju tržište u cjelini prema nacionalnom interesu.
Ugovor se može donijeti ili mijenjati samo sporazumom svih uključenih država. Ako bude sklopljen, predstavljat će najobuhvatniji ekonomski ugovor u povijesti, no već sad se na njega upućuju brojne zamjerke. 

## Zamjerke Sporazumu
Rastući otpor, naročito u demokratski stabilnijim zemljama EU-a, spram sporazuma u fazi pregovaranja može se pojednostavljeno opisati kao strah od svojevrsne korporokracije. Smatra se da bi TTIP-om bila posebno ugrožena područja radnog prava, financijske regulacije, poljoprivrednog te prehrambeno-prerađivačkog sektora, zaštite okoliša i zaštite podataka.
Tu je i kritika da se dogovor odvija u tajnim pregovorima. Sporazum se radi uz pomoć konzultanata koji rade za velike korporacije.
Postoji bojazan da će sporazum dovesti do snižavanja standarda u okolišu i sigurnosti hrane u EU. Primjeri su moguća legalizacija hormonski tretiranoga mesa, legalizacija kloniranih krava, kraj zabrane klora i drugih dezinficijenasa. Također, genetske modifikacije će biti predmet ublaženih pravila. Tu je i strah od hidrauličkog frakturiranja radi dobivanja nafte, koje je opasno po okoliš.
Sporazum ne uključuje odredbe o oporezivanju. Međutim, ekonomist Thomas Piketty smatra da je "čudno" pregovarati o trgovini bez fiskalnih elemenata. Posebno je vrijedno razmišljati o reviziji pretjerano povoljnih poreznih režima za multinacionalne kompanije, kao što između ostalog preporuča OECD.